# 1701 au Canada
Pour un article plus général, voir Chronologie du Canada.
Cet article traite des événements qui se sont produits durant l'année 1701 au Canada.

## Événements
- 28 mars : Jacques-François de Monbeton de Brouillan devient gouverneur de l'Acadie[1].
- 24 juillet : fondation d'un comptoir français à Détroit dans le Michigan actuel entre les lacs Érié et Huron sous le nom de Fort Ponchartrain par Antoine de Lamothe-Cadillac[2].
- 4 août : signature de la Grande paix de Montréal, traité de paix entre le gouverneur Hector de Callières et 39 tribus amérindiennes. Les Cinq Nations iroquoises promettent de rester neutre dans d’éventuelles guerres entre Anglais et Français[3].

- La paix signée, le jésuite Jean-Baptiste Chardon  est nommé missionnaire auprès des Outaouais ; il se rend dans la région des Grands Lacs où il exerce son ministère pour les 30 prochaines années[4].

## Naissances
- 15 mars : Louis-Joseph de Beaussier de l'Isle, officier de marine († 4 juin 1765).
- 17 septembre : Paul-Joseph Le Moyne de Longueuil, commandant de fort et gouverneur de Trois-Rivières († 12 mai 1778).
- 15 octobre : Marguerite d'Youville, fondatrice des sœurs grises († 23 décembre 1771).
- 21 octobre : Jacques Le Gardeur, sieur de Saint-Pierre, officier militaire († 8 septembre 1755).

## Décès

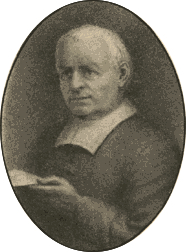
François Dollier de Casson

- 4 avril : Guillaume Couture, colon (° 14 janvier 1618).
- 30 juin : François-Saturnin Lascaris d'Urfé, prêtre sulpicien (° 1644).
- 2 août : Kondiaronk, chef huron (° 1649).
- 27 septembre : François Dollier de Casson, sulpicien et explorateur (° 1636).